# Hiromi Nagakura
Hiromi Nagakura (長倉 洋海, Nagakura Hiromi, né en 1952) est un photographe japonais.
En 2005, son livre Zabitto ikka, ie o tateru remporte le prix de la culture Kodansha Publishing (講談社出版文化賞) pour un ouvrage photographique.

## Prix, récompenses
- 2003, Prix de photographie de Sagamihara